# Uzury
Uzury (niem. Usur, ang. rib-notching) – ubytki kostne krawędzi żeber, powstałe najczęściej wskutek ucisku poszerzonych tętnic międzyżebrowych w przebiegu koarktacji aorty. Dawniej uważane za objaw patognomoniczny tej choroby, obecnie ich wartość diagnostyczna nie jest oceniana tak zdecydowanie. Uzury dolnych krawędzi żeber opisywano w chorobie Takayasu, tetralogii Fallota przed i po operacji Blalocka-Taussig, w zakrzepicy aorty, w przebiegu zwężenia żyły głównej górnej i przy przetokach tętniczo-żylnych. Najczęstszą nienaczyniową przyczyną uzur dolnych krawędzi żeber są nerwiaki nerwów międzyżebrowych w przebiegu nerwiakowłókniakowatości typu 1. Ubytki kostne górnych krawędzi żeber są znacznie rzadsze; obserwowano je głównie w porażeniach, w reumatoidalnym zapaleniu stawów, w toczniu rumieniowatym układowym. Ich patogeneza jest nieznana. Wyjątkowo, w ciężkim i przewlekłym zwężeniu aorty i przy krętym przebiegu tętnic międzyżebrowych, ich ucisk może powodować także uzury górnych krawędzi żeber. Rzekome ubytki kostne (w istocie ścieńczenia warstwy korowej kości długich, w tym żeber) opisywano u pacjentów ze stwardnieniem guzowatym i w nadczynności przytarczyc.
Ubytki dolnych krawędzi żeber jako radiologiczny objaw koarktacji aorty opisał jako pierwszy Hugo Rösler w 1928. Stąd dawniej używano określenia objawu Roeslera. W literaturze anglojęzycznej dwa miesiące później, niezależnie od Roeslera, opisali go Oscar C. Railsback i William Dock. W preparatach sekcyjnych opisywano je już w XIX wieku; cytuje się tu prace Meckla (1828), Craigie (1841), Walshe (1873).
W polskiej literaturze medycznej spotyka się określenia „nadżerek żeber” (nieprawidłowe, ze względu na definicję nadżerki), „uzury” lub opisowe (np. „ubytki kostne na dolnych obrysach żeber”).